# 維多利亞協會

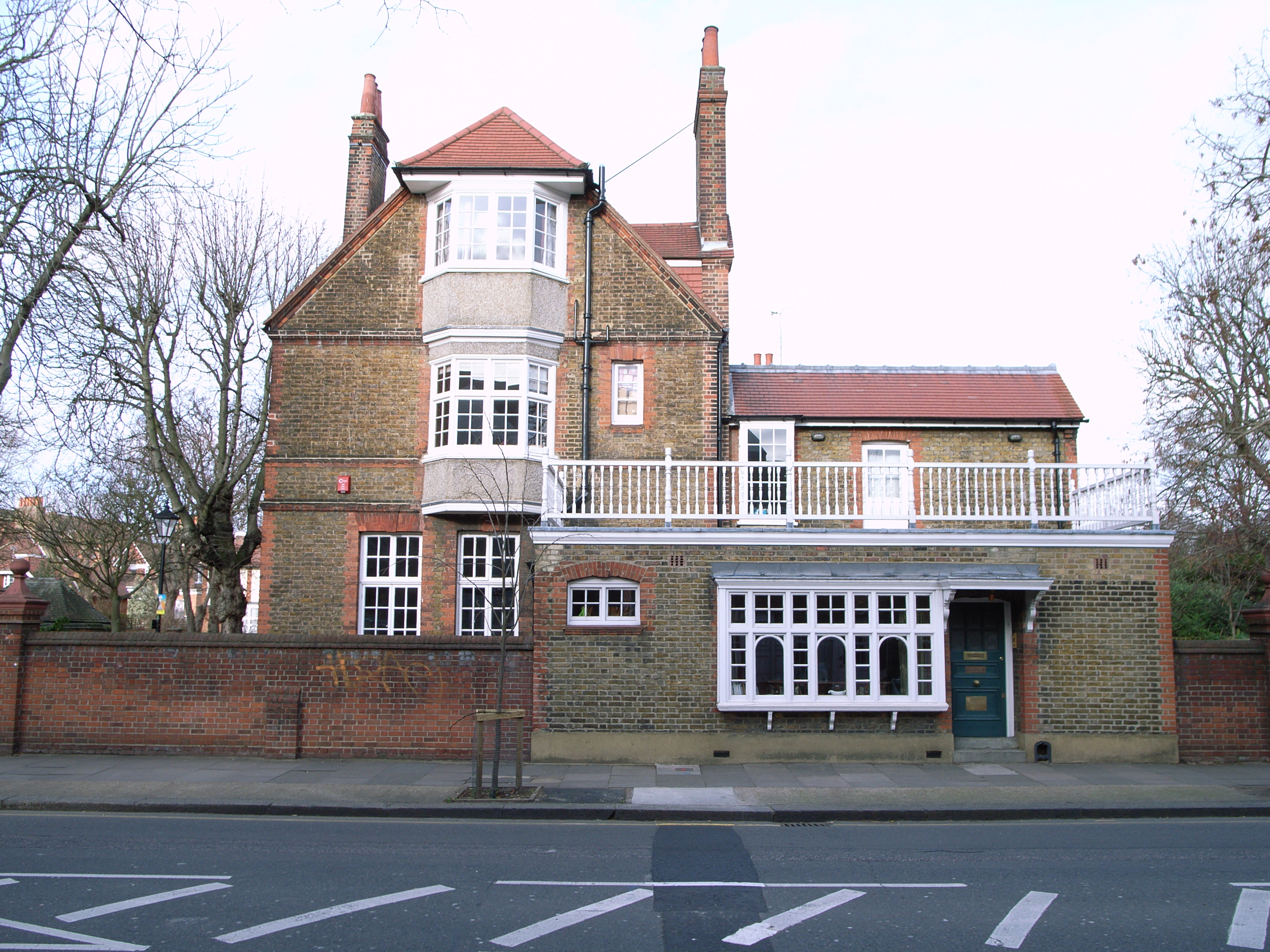
位於倫敦的協會總部

維多利亞協會（The Victorian Society）是英國全國性的慈善機構，主要從事研究及保存英國現存的維多利亞與愛德華時期的建築與藝術。
該會成立於1958年，企圖扭轉當時對於19世紀以及20世紀初期建築的漠視。在最初的30位創會會員當中，包括了约翰·贝杰曼、 亨利-罗素·希区柯克以及尼古拉·佩夫斯纳。
時至今日該協會仍持續努力保存維多利亞式建築與愛德華式建築，冀求後代仍能夠觀賞。

## 貢獻
立基於倫敦，在英格蘭及威爾斯有分會，本協會
- 提供教堂與地方規劃機關(local planning authority)專業意見，如何使古老建築與現代生活和平共存，同時保有各自的特色。

- 建議社會大眾，如何形塑地方上古老建築與景觀的未來。

- 提供資訊予古老建築的屋主，如何更妥善地照顧它們。

- 透過出版品與大眾教育，幫助人們理解、品味與享受這些古老的遺產。

- 為法定諮詢機構，關於任何登錄建築的更改與毀壞都必須與本協會聯絡。

## 外部連結
- 維多利亞協會 （页面存档备份，存于）
- 維多利亞協會，伯明罕&西密德蘭分會 （页面存档备份，存于）